# 喻景权
喻景权（1963年11月—），男，汉族，浙江义乌人，中国作物生长发育專家，浙江大学农业与生物技术学院教授、博士生导师，中国工程院院士。